# Krämersweiher
Der Krämersweiher ist ein kleiner Weiher in Saarbrücken.

## Lage
Der Weiher liegt im Stadtteil St. Johann im Bezirk Am Homburg am nördlichsten Punkt am Waldesrand. Westlich des Weihers liegt ein Autobahnzubringer zur A 623.

## Freizeitmöglichkeiten
Der Weiher liegt an den Wanderrouten Stadtrundweg Saarbrücken und dem Saar-Mosel-Weg. Zum Angeln bedarf es einer Tageskarte des Angelsportvereins Jägersfreude.